# Memo Benassi
Pour les articles homonymes, voir Benassi.
Memo Benassi (né le 21 juin 1886 à Sorbolo et mort le 24 février 1957 à Bologne) est un acteur italien.

## Filmographie partielle
- 1932 : La vecchia signora d'Amleto Palermi : Joe
- 1933 : Il caso Haller d'Alessandro Blasetti : Haller
- 1934 : 
  - La Dame de tout le monde de Max Ophüls
  - La signora Paradiso d'Enrico Guazzoni
  - L'impiegata di papà d'Alessandro Blasetti
- 1938 : Ce soir à onze heures (Stasera alle undici) d'Oreste Biancoli
- 1942 :
  - La Farce tragique (titre original : La cena delle beffe) de Alessandro Blasetti
  - Rossini de Mario Bonnard
  - Dans les catacombes de Venise (I due Foscari) d'Enrico Fulchignoni
  - Fedora de Camillo Mastrocinque
  - Les Deux Orphelines (Le Due orfanelle) de Carmine Gallone
- 1951 : Messaline (Messalina) de Carmine Gallone
- 1955 : Adriana Lecouvreur de Guido Salvini